# Linyphantes delmarus
Linyphantes delmarus är en spindelart som beskrevs av Chamberlin och Ivie 1942. Linyphantes delmarus ingår i släktet Linyphantes och familjen täckvävarspindlar. Inga underarter finns listade i Catalogue of Life.